# Японська мушмула
Японська мушмула (Eriobotrya) — рід видів великих вічнозелених кущів і малих дерев родини трояндових, поширених на сході та південному сході Азії; вид E. japonica інтродукований до інших регіонів Азії, до Європи, Північної й Південної Америки, Австралії й Нової Зеландії.

## Види
| Світлина | Наукова назва           | Поширення                                                                  |
| -------- | ----------------------- | -------------------------------------------------------------------------- |
|          | Eriobotrya bengalensis  | Індія, Таїланд, Лаос, Камбоджа, В'єтнам, М'янма, Китай (Гуйчжоу і Юньнань) |
|          | Eriobotrya cavaleriei   | Китай і В'єтнам                                                            |
|          | Eriobotrya deflexa      | Китай, Тайвань і В'єтнам                                                   |
|          | Eriobotrya dubia        | Індія, Бутан і Непал                                                       |
|          | Eriobotrya elliptica    | Непал, Китай (Xizang) і В'єтнам                                            |
|          | Eriobotrya fragrans     | Китай і В'єтнам                                                            |
|          | Eriobotrya henryi       | М'янма, Китай (Гуйчжоу і Юньнань) і В'єтнам                                |
|          | Eriobotrya hookeriana   | Сіккім, Бутан і Непал                                                      |
|          | Eriobotrya japonica     | Японія, Китай і В'єтнам                                                    |
|          | Eriobotrya malipoensis  | Китай (Юньнань)                                                            |
|          | Eriobotrya obovata      | Китай (Юньнань)                                                            |
|          | Eriobotrya petiolata    | Бутан і Сіккім                                                             |
|          | Eriobotrya prinoides    | Китай (провінції Сичуань і Юньнань) і Лаос                                 |
|          | Eriobotrya salwinensis  | Китай (Юньнань), Індія, М'янма                                             |
|          | Eriobotrya seguinii     | Китай (Гуйчжоу і Юньнань) і В'єтнам                                        |
|          | Eriobotrya serrata      | Китай (Гуансі, Юньнань), Лаос і В'єтнам                                    |
|          | Eriobotrya tengyuehensi | Китай (Юньнань), М'янма                                                    |

## Використання
Найвідомішим представником є Локва, або Японська мушмула звичайна, яку вирощують через її їстівні плоди.
Види роду Eriobotrya використовуються як їстівні рослини личинками деяких лускокрилих, зокрема Hypercompe hambletoni.